# 바닐라 얼라이언스
바닐라 얼라이언스(영어: Alliance Vanille)는 2015년에 설립된 세계 네 번째 항공사의 항공 동맹이자 세계 다섯 번째 민간 항공 동맹이다.

## 역사
바닐라 얼라이언스는 2015년 9월 21일, 아프리카 지역 5개 항공사가 공식적으로 설립하였다.

## 같이 보기
- 항공동맹